# Caledanapis
Caledanapis is een geslacht van spinnen uit de  familie van de Anapidae (Dwergkogelspinnen).

## Soorten
- Caledanapis dzumac Platnick & Forster, 1989
- Caledanapis insolita (Berland, 1924)
- Caledanapis peckorum Platnick & Forster, 1989
- Caledanapis pilupilu (Brignoli, 1981)
- Caledanapis sera Platnick & Forster, 1989
- Caledanapis tillierorum Platnick & Forster, 1989